# C/1948 V1
 C/1948 V1  określana też mianem komety zaćmienia Słońca z 1948 roku – kometa długookresowa o bardzo długim okresie orbitalnym.

## Odkrycie komety
Kometa ta została zaobserwowana po raz pierwszy podczas całkowitego zaćmienia Słońca 1 listopada 1948 roku w Nairobi.

## Orbita komety
C/1948 V1 porusza się po orbicie w kształcie bardzo wydłużonej elipsy o mimośrodzie 0,99994. Płaszczyzna orbity komety nachylona jest pod kątem 23,1° względem ekliptyki. Jej okres obiegu wokół Słońca wynosi około 95097 lat.

## Właściwości fizyczne
Kometa ta osiągnęła jasność widomą maks. -2m. Najlepiej była widoczna na półkuli południowej. Była wtedy w okolicach swego peryhelium, jej warkocz rozciągał się na sferze niebieskiej na 30°. Około 20 grudnia 1948 roku kometa przestała być widoczna gołym okiem.